# Boris Marhefka
Boris Marhefka (Sedlčany, 27 juli 1987) is een Slowaaks voetbalscheidsrechter. Hij was in dienst van FIFA en UEFA tussen 2016 en 2020. Ook leidt hij sinds 2012 wedstrijden in de Fortuna Liga.
Op 22 september 2012 leidde Marhefka zijn eerste wedstrijd in de Slowaakse nationale competitie. Tijdens het duel tussen Spartak Myjava en MFK Košice (3–1 voor Spartak Myjava) trok de leidsman vijfmaal de gele kaart. In Europees verband debuteerde hij op 7 juli 2016 tijdens een wedstrijd tussen Pjoenik Jerevan en Europa FC in de eerste voorronde van de UEFA Europa League; het eindigde in 2–1 en Steen trok vier keer een gele kaart. Zijn eerste interland floot hij op 11 september 2018, toen Polen met 1–1 gelijkspeelde tegen Ierland door doelpunten van Aiden O'Brien en Mateusz Klich. Tijdens deze wedstrijd hield Marhefka zijn kaarten op zak.

## Interlands
| Datum             | Plaats         | Wedstrijd       | Uitslag | Competitie        | Kreeg geel | Kreeg voor de tweede keer geel en dus rood | Weggestuurd |
| ----------------- | -------------- | --------------- | ------- | ----------------- | ---------- | ------------------------------------------ | ----------- |
| 11 september 2018 | Wrocław, Polen | Polen – Ierland | 1 – 1   | Vriendschappelijk | 0          | 0                                          | 0           |